# Henricus Serruys
Henri François Serruys (Oostende, 9 november 1796 - aldaar, 12 november 1883) was een Belgisch unionistisch politicus en burgemeester.

## Levensloop
Serruys was de achtste van de elf kinderen van Jacques Serruys (1759-1824) en van Julie Hertoghe (1762-1847). Zijn vader was jeneverstoker in Koekelare.
Hij trouwde in 1826 met Melanie De Clercq (1801-1852), dochter van de reder Salomon De Clercq en van Josepha Merghelynck. Beroepshalve bleef hij rentenier. Het gezin kreeg twee dochters en een zoon, die ongehuwd bleef.
Op het einde van het Franse keizerrijk was hij een van de tien zoons van Oostendse notabelen die in het leger werden ingelijfd. Hij vocht mee tijdens de laatste Napoleontische veldslagen. Na 1857 kreeg hij hiervoor de Sint-Helenamedaille.
In november 1830 werd hij verkozen tot gemeenteraadslid van Oostende. In 1836 werd hij benoemd tot burgemeester en vervulde dit mandaat tot aan zijn ontslag in 1860.
In 1901 werd de Werfstraat in Oostende omgedoopt in Henri Serruyslaan, in herinnering aan deze burgemeester.